# A șaptea călătorie a lui Sinbad
A șaptea călătorie a lui Sinbad (titlu original: The 7th Voyage of Sinbad) este un film american din 1958 regizat de Nathan H. Juran. Rolurile principale au fost interpretate de actorii Kerwin Mathews, Torin Thatcher, Kathryn Grant, Richard Eyer și Alec Mango. A fost distribuit de Columbia Pictures și produs de Charles H. Schneer.
Este primul din cele trei filme artistice cu Sinbad marinarul de la Columbia, următoarele două au apărut în anii 1970: Călătoria de aur al lui Sinbad (1973) și Sinbad și Ochiul Tigrului (1977). Cele trei filme au fost conceptualizate de Ray Harryhausen cu Dynamation, o tehnică color cu ecran lat de animație stop-motion pe care a  creat-o.

## Distribuție
- Kerwin Mathews - Sinbad
- Kathryn Grant - Prințesa Parisa
- Richard Eyer - Barani, jinnul
- Torin Thatcher - Sokurah
- Alec Mango -  Califul din Bagdad
- Harold Kasket -   Sultan, tatăl Parisei
- Alfred Brown - Harufa, mâna dreaptă loială a lui Sinbad
- Nana DeHerrera - Sadi (ca Nana de Herrera)
- Nino Falanga - Gaunt Sailor
- Luis Guedes - Crewman
- Virgilio Teixeira - Ali, marinar
- Danny Green - Karim, conducătorul răzvrătiților
- Juan Olaguivel - Golar